# Mistrovství světa v zápasu řecko-římském 1974
Mistrovství světa v zápasu řecko-římském proběhlo v Katovicích, Polsko v roce 1974. 

## Výsledky
| Kategorie | Zlato              | Stříbro              | Bronz              |
| --------- | ------------------ | -------------------- | ------------------ |
| 48 kg     | Vladimir Zubkov    | Constantin Alexandru | Georgi Georgiev    |
| 52 kg     | Petar Kirov        | Valerij Aruťunov     | Nicu Gângă         |
| 57 kg     | Farchat Mustafin   | Józef Lipień         | Ivan Frgić         |
| 62 kg     | Kazimierz Lipień   | Anatolij Kavkajev    | László Réczi       |
| 68 kg     | Nelson Davidjan    | Heinz-Helmut Wehling | Andrzej Supron     |
| 74 kg     | Vítězslav Mácha    | Klaus-Peter Göpfert  | Iosif Berišvili    |
| 82 kg     | Anatolij Nazarenko | Dimitar Ivanov       | Ion Enache         |
| 90 kg     | Valerij Rezancev   | Stojan Nikolov       | Dumitru Manea      |
| 100 kg    | Nikolaj Balbošin   | Kamen Goranov        | Nicolae Martinescu |
| +100 kg   | Aleksandar Tomov   | Šota Morchiladze     | János Rovnyai      |